# Густав Свенсон
Карл Густав Јохан Свенсон (швед. Karl Gustav Johan Svensson; 7. фебруар 1987) шведски је фудбалер који игра на позицији дефанзивног везног играча и тренутно наступа за Сијетл саундерсе и репрезентацију Шведске.

## Клупска каријера
Свенсон је почео фудбалску каријеру у Азалеи БК, где је његов отац био тренер. Играо је у Азалеи до 13 године, када се преселио са породицом у Француску и играо за клуб Рошевил. После шест месеци у Француској, породица се поново вратила у Шведску и недуго затим се прикључио млађим категоријама Гетеборга. Свенсон је био један од најзапаженијих играча Гетеборга у периоду од 2006. до 2010.
У лето 2010. отишао је у турски Бурсаспор. У јулу 2012. године потписао је трогодишњи уговор са украјинском Тавријом. Дана 23. марта 2014. године објављено је да се вратио у ИФК Гетеборг.
У јануару 2016. потписао је трогодишњи уговор за кинески Гуангџоу. У јануару 2017. Свенсон прелази у амерички Сијетл Саундерс.

## Репрезентација
Дебитовао је 2009. године за шведску репрезентацију. У мају 2018. године, био је уврштен у састав Шведске на Светском првенству у Русији 2018. године. Играо је у мечу осмине финала на СП у Русији против Швајцарске, Шведска је изборила четвртфинале.

## Трофеји
Гетеборг
- Алсвенскан: 2007.
- Куп Шведске: 2008, 2015.
- Суперкуп Шведске: 2008.